# Hearts of Iron IV
Hearts of Iron IV, такође позната као HOI4, је видео игра стратегије великих размера коју је развио Paradox Development Studio и издао Paradox Interactive. У целом свету постала је доступна 6. јуна 2016. Представља наставак на игру из 2009-е Hearts of Iron III и четврти већи наставак Hearts of Iron франшизе. Као претходне игре из серијала, Hearts of Iron IV је ратна стратегија великих размера која ставља фокус на Други светски рат. Играч може да управља било којом државом на свету 1936, или 1939. године и дође до победе или пораза против других земаља.